# Psychotria schlechtendaliana
Psychotria schlechtendaliana là một loài thực vật có hoa trong họ Thiến thảo. Loài này được (Müll.Arg.) Müll.Arg. miêu tả khoa học đầu tiên năm 1881.